# Maison Setterberg
La maison Setterberg (finnois : Setterbergintalo) est un bâtiment construit dans le quartier Keskusta de Vaasa en Finlande.

## Présentation
Carl Axel Setterberg a construit sa maison d'habitation de style néogothique sur la parcelle bordant le parc Setterberg.
La maison a les mêmes caractéristiques architecturales que le  bâtiment voisin de la Cour d'appel de Vaasa.
Après Carl Axel Setterberg, la maison appartiendra, entre-autres, au gouverneur  Carl Gustaf Fabian Wrede (fi), dont la plus jeune fille Mathilda (1864-1928) était connue comme une bienfaitrice des prisonniers.
En 1883, elle commence une activité de 30 ans visant à l'éveil spirituel des détenus.
Elle a aussi été active pour la paix internationale. 
La maison Setterberg appartient maintenant à la ville et sert de jardin d'enfants